# OM Ursus
L'OM Ursus è un autocarro prodotto dalla Officine Meccaniche (OM) dal 1939 al 1941.

## Storia
La OM produsse l'autocarro Ursus negli anni trenta. Equipaggiò il Regio Esercito e la Wehrmacht durante la seconda guerra mondiale.

## Caratteristiche tecniche
L'Ursus era un camion di dimensioni medio-grandi costruito dalla OM, che ne sfruttò le linee per creare un autocarro di dimensioni inferiori, il Taurus.
Aveva un carico utile di circa 4 tonnellate e disponeva di cabina arretrata, cioè con l'abitacolo in posizione arretrata rispetto al propulsore e all'asse anteriore del veicolo.